# Cheese Cat-Astrophe Starring Speedy Gonzales
Cheese Cat-Astrophe Starring Speedy Gonzales ist ein Videospiel des Jump-’n’-Run-Genres, das von Cryo Interactive Entertainment entwickelt und von Sega unter Lizenz von Warner Bros. im Jahr 1995 exklusiv für den Game Gear, das Sega Master System und den Sega Mega Drive veröffentlicht wurde.

## Rezeption
Das US-amerikanische Computerspielmagazin Electronic Gaming Monthly bewertete das Spiel mit 5,5 von insgesamt 10 möglichen Punkten und kritisierte, dass die Grafik des Spiels zu aufwändig für die Game-Gear-Hardware war. Das ebenfalls in den USA ansässige Fachmagazin GamePro bewertete es ähnlich.